# پژ وحدت
پژمان «پژ» وحدت (به انگلیسی: Pej Vahdat) یک بازیگر ایرانی-آمریکایی است. او بیشتر برای نقش ارسطو وزیری در سریال استخوان‌ها شناخته شده‌است،

## زندگی
وحدت یکی از کارآموزان مؤسسه داستانی جفرسونیان می‌باشد. او کار خود را از سال ۲۰۰۹ در حوزه نمایش و تلویزیون شروع کرد. قبل از دوران بازیگری وی در دانشگاه ایالتی سن دیگو شرکت کرد و عضو تیم تنیس شد. او همچنین نقش کاش را در اولین فصل از سریال شبکه شوتایم، بی شرم ایفا کرد. در سال ۲۰۱۸، وی در گروه تجاری مزرعه کشاورزان «پارکینگ اسپلت» ظاهر شد.

## فیلم‌شناسی

### فیلم‌ها و مجموعه‌های تلویزیونی
| سال           | عنوان                       | نقش                     | یادداشت     |
| ------------- | --------------------------- | ----------------------- | ----------- |
| ۲۰۰۶          | قصاب                        | چیپ                     |             |
| ۲۰۰۶          | پرورش شکست‌خورده             | گارد عراقی              | ۱ قسمت      |
| ۲۰۰۶          | ثروت بادآورده               | پلیس/تونی لارما         | ۱ قسمت      |
| ۲۰۰۶          | ان‌سی‌آی‌اس                    | موتور سوار مرده         | ۱ قسمت      |
| ۲۰۰۷          | دکتر هاوس                   | حمید                    | ۱ قسمت      |
| ۲۰۰۸          | یک قبیله جدا                | غریبه                   | فیلم کوتاه  |
| ۲۰۰۸          | یگان                        | ظفر خلید                | ۱ قسمت      |
| ۲۰۰۸          | جوان فرانسیس: زنده          | امیر                    |             |
| ۲۰۰۹ تا ۲۰۱۷  | استخوان‌ها                   | ارسطو وزیری             | ۳۱ قسمت     |
| ۲۰۰۹          | به من دروغ بگو              | جیسون کاشانی            | ۱ قسمت      |
| ۲۰۱۰          | گروهی                       | منشی                    |             |
| ۲۰۱۱          | آناتومی گری                 | طریق امین               | ۱ قسمت      |
| ۲۰۱۱          | ان‌سی‌آی‌اس: لس آنجلس          | رامش نیام-سینگ          | ۱ قسمت      |
| ۲۰۱۱ تا ۲۰۱۲  | بی‌شرم                       | کاش                     | ۸ قسمت      |
| ۲۰۱۳          | شلیک خون                    | رومئو                   |             |
| ۲۰۱۴          | یک دختر شبانه به خانه می‌رود | دی جی پورنو             |             |
| ۲۰۱۵          | ادراک                       | معاون کنسول رشید پراداد | ۱ قسمت      |
| ۲۰۱۷          | کماندار                     | سام ارمند               | ۳ قسمت      |
| ۲۰۱۷          | لوسیفر                      | جاش حمید                | ۱ قسمت      |
| ۲۰۱۷          | دکتر خوب                    | دکتر اوی مهتا           | ۱ قسمت      |
| ۲۰۱۸          | امید چشمه ابدی              | آقای گارنر              |             |
| ۲۰۱۸          | ابتدایی                     | تیم دارشا               | ۱ قسمت      |
| ۲۰۱۸ تا اکنون | امپراتوری                   | کلی پتل                 |             |
| ۲۰۱۸ تا اکنون | ان‌سی‌آی‌اس                    | نیجل حکیم               | نقش دوره ای |
| ۲۰۱۹          | روز موعود خواهد آمد         | نورا                    |             |